# Mannschaftskader der División de Honor (Schach) 2003
Die Liste der Mannschaftskader der División de Honor (Schach) 2003 enthält alle Spieler, die für die spanischen División de Honor im Schach 2003 gemeldet wurden, mit ihren Einzelergebnissen.

## Allgemeines
Neben vier Stammspielern durften die teilnehmenden Vereine sechs Ersatzspieler melden, allerdings schöpfte nur CA iberCaja Zaragoza das Kontingent komplett aus. Nicht alle gemeldeten Spieler kamen auch zum Einsatz. CA iberCaja Zaragoza, RC Labradores-Pub Magia Sevilla und CE Vulcà Barcelona setzten in allen Runden die gleichen vier Spieler ein, während bei CA Tiendas UPI Mancha Real sechs Spieler mindestens eine Partie spielten. Insgesamt kamen 48 Spieler zum Einsatz, von diesen nahmen 27 an allen Wettkämpfen teil.
Punktbeste Spieler waren Giorgi Giorgadse (CA Marcote Mondariz) und Julen Luís Arizmendi Martínez (CA Valencia-Grupo Bali) mit je 6,5 Punkten, wobei Giorgadse 8 Partien spielte, Arizmendi Martínez 9. Kein Spieler erreichte 100 %, das prozentual beste Ergebnis gelang Ivan Sokolov (CA Tiendas UPI Mancha Real) mit 2,5 Punkten aus 3 Partien.

## Legende
Die nachstehenden Tabellen enthalten folgende Informationen:
- Nr.: Ranglistennummer
- Titel: FIDE-Titel; GM = Großmeister, IM = Internationaler Meister, FM = FIDE-Meister
- Land: Verbandszugehörigkeit gemäß Elo-Liste von April 2003; ARG = Argentinien, BEL = Belgien, BUL = Bulgarien, CHI = Chile, CUB = Kuba, ECU = Ecuador, ENG = England, ESP = Spanien, FRA = Frankreich, GEO = Georgien, GER = Deutschland, NED = Niederlande, PAR = Paraguay, ROU = Rumänien, RUS = Russland, SCG = Serbien und Montenegro, SWE = Schweden
- Elo: Elo-Zahl in der Elo-Liste von April 2003
- G: Anzahl Gewinnpartien
- R: Anzahl Remispartien
- V: Anzahl Verlustpartien
- Pkt.: Anzahl der erreichten Punkte
- Partien: Anzahl der gespielten Partien

## CA Marcote Mondariz
| Nr. | Titel | Name                    | Land | Elo  | G | R | V | Pkt. | Partien |
| --- | ----- | ----------------------- | ---- | ---- | - | - | - | ---- | ------- |
| 1   | GM    | Alexander Graf          | GER  | 2630 | 4 | 4 | 1 | 6    | 9       |
| 2   | GM    | Giorgi Giorgadse        | GEO  | 2593 | 5 | 3 | 0 | 6,5  | 8       |
| 3   | GM    | Zenón Franco Ocampos    | PAR  | 2523 | 4 | 4 | 1 | 6    | 9       |
| 4   | GM    | Alejandro Hoffman       | ARG  | 2485 | 0 | 1 | 0 | 0,5  | 1       |
| 5   | IM    | Roi Reinaldo Castiñeira | ESP  | 2405 | 4 | 4 | 1 | 6    | 9       |
| 6   |       | Pablo García Castro     | ESP  | 2375 | 0 | 0 | 0 | 0    | 0       |
| 7   |       | Javier Marcote Núñez    | ESP  |      | 0 | 0 | 0 | 0    | 0       |

## CA Tiendas UPI Mancha Real
| Nr. | Titel | Name                  | Land | Elo  | G | R | V | Pkt. | Partien |
| --- | ----- | --------------------- | ---- | ---- | - | - | - | ---- | ------- |
| 1   | GM    | Alexander Chalifman   | RUS  | 2702 | 1 | 7 | 1 | 4,5  | 9       |
| 2   | GM    | Nigel Short           | ENG  | 2686 | 2 | 2 | 1 | 3    | 5       |
| 3   | GM    | Ivan Sokolov          | NED  | 2677 | 2 | 1 | 0 | 2,5  | 3       |
| 4   | GM    | Joël Lautier          | FRA  | 2666 | 0 | 0 | 0 | 0    | 0       |
| 5   | GM    | Igor Khenkin          | GER  | 2644 | 0 | 0 | 0 | 0    | 0       |
| 6   | GM    | Daniel Cámpora        | ARG  | 2506 | 4 | 3 | 0 | 5,5  | 7       |
| 7   | IM    | Javier Moreno Carnero | ESP  | 2504 | 2 | 5 | 0 | 4,5  | 7       |
| 8   | IM    | José Candela Pérez    | ESP  | 2424 | 1 | 3 | 1 | 2,5  | 5       |
| 9   |       | Luis Fernández Siles  | ESP  | 2310 | 0 | 0 | 0 | 0    | 0       |

## CA Valencia-Grupo Bali
| Nr. | Titel | Name                          | Land | Elo  | G | R | V | Pkt. | Partien |
| --- | ----- | ----------------------------- | ---- | ---- | - | - | - | ---- | ------- |
| 1   | GM    | Anatoli Karpow                | RUS  | 2686 | 3 | 3 | 0 | 4,5  | 6       |
| 2   | GM    | Francisco Vallejo Pons        | ESP  | 2645 | 2 | 5 | 1 | 4,5  | 8       |
| 3   | IM    | Julen Luís Arizmendi Martínez | ESP  | 2516 | 5 | 3 | 1 | 6,5  | 9       |
| 4   | IM    | Mauricio Vassallo Barroche    | ESP  | 2440 | 0 | 6 | 2 | 3    | 8       |
| 5   |       | Enrique Llobel Cortell        | ESP  | 2389 | 1 | 3 | 1 | 2,5  | 5       |

## CCA CajaCanarias Santa Cruz
| Nr. | Titel | Name                            | Land | Elo  | G | R | V | Pkt. | Partien |
| --- | ----- | ------------------------------- | ---- | ---- | - | - | - | ---- | ------- |
| 1   | GM    | Oleg Korneev                    | RUS  | 2606 | 2 | 3 | 4 | 3,5  | 9       |
| 2   | GM    | Pablo San Segundo Carrillo      | ESP  | 2515 | 4 | 4 | 1 | 6    | 9       |
| 3   | GM    | José Luis Fernández García      | ESP  | 2452 | 2 | 7 | 0 | 5,5  | 9       |
| 4   | IM    | Francisco Javier Sanz Alonso    | ESP  | 2406 | 1 | 2 | 3 | 2    | 6       |
| 5   | FM    | Adalbert Villavicencio Martínez | ESP  | 2334 | 0 | 3 | 0 | 1,5  | 3       |
| 6   |       | Nauzet Pérez Gutiérrez          | ESP  |      | 0 | 0 | 0 | 0    | 0       |
| 7   |       | Merquis Jesús Cruz Veloz        | CUB  |      | 0 | 0 | 0 | 0    | 0       |
| 8   |       | Nicolás Lu Lee                  | ESP  | 1937 | 0 | 0 | 0 | 0    | 0       |

## CA iberCaja Zaragoza
| Nr. | Titel | Name                         | Land | Elo  | G | R | V | Pkt. | Partien |
| --- | ----- | ---------------------------- | ---- | ---- | - | - | - | ---- | ------- |
| 1   | GM    | Miguel Illescas Córdoba      | ESP  | 2599 | 4 | 4 | 1 | 6    | 9       |
| 2   | GM    | Branko Damljanović           | SCG  | 2587 | 3 | 5 | 1 | 5,5  | 9       |
| 3   | IM    | Jesús Barón Rodríguez        | ESP  | 2418 | 2 | 4 | 3 | 4    | 9       |
| 4   |       | Ramón De la Rocha Prieto     | ESP  | 2335 | 1 | 3 | 5 | 2,5  | 9       |
| 5   |       | César Lasanta Rica           | ESP  | 2282 | 0 | 0 | 0 | 0    | 0       |
| 6   |       | Joaquín Miguel Antoli Royo   | ESP  | 2279 | 0 | 0 | 0 | 0    | 0       |
| 7   |       | Pedro José Aguirre Izaguirre | ESP  | 2242 | 0 | 0 | 0 | 0    | 0       |
| 8   |       | Julio César Ruiz Díez        | ESP  | 2233 | 0 | 0 | 0 | 0    | 0       |
| 9   |       | Christian Glaría Murillo     | ESP  | 2179 | 0 | 0 | 0 | 0    | 0       |
| 10  |       | Pedro Gines Abad             | ESP  | 2161 | 0 | 0 | 0 | 0    | 0       |

## CA La Caja Las Palmas
| Nr. | Titel | Name                       | Land | Elo  | G | R | V | Pkt. | Partien |
| --- | ----- | -------------------------- | ---- | ---- | - | - | - | ---- | ------- |
| 1   | GM    | Michail Gurewitsch         | BEL  | 2635 | 4 | 4 | 1 | 6    | 9       |
| 2   | FM    | Juan Antonio Corral Blanco | ESP  | 2456 | 1 | 4 | 4 | 3    | 9       |
| 3   | IM    | Pedro Lezcano Jaén         | ESP  | 2404 | 0 | 6 | 2 | 3    | 8       |
| 4   | IM    | José García Padrón         | ESP  | 2421 | 2 | 3 | 0 | 3,5  | 5       |
| 5   |       | Daniel Ortega Hermida      | ESP  | 2362 | 2 | 0 | 3 | 2    | 5       |
| 6   | FM    | Ernesto Solana Suárez      | ESP  | 2349 | 0 | 0 | 0 | 0    | 0       |

## UE Foment Martinenc Barcelona
| Nr. | Titel | Name                         | Land | Elo  | G | R | V | Pkt. | Partien |
| --- | ----- | ---------------------------- | ---- | ---- | - | - | - | ---- | ------- |
| 1   | GM    | Mihail Marin                 | ROU  | 2568 | 1 | 3 | 3 | 2,5  | 7       |
| 2   | IM    | Marc Narciso Dublan          | ESP  | 2501 | 2 | 3 | 4 | 3,5  | 9       |
| 3   | IM    | Manuel Granados Gómez        | ESP  | 2417 | 2 | 3 | 4 | 3,5  | 9       |
| 4   |       | Alfonso Jerez Pérez          | ESP  | 2415 | 2 | 7 | 0 | 5,5  | 9       |
| 5   | FM    | Antonio Torrecillas Martínez | ESP  | 2389 | 0 | 0 | 0 | 0    | 0       |
| 6   |       | Jordi De la Riva Aguado      | ESP  | 2271 | 1 | 0 | 1 | 1    | 2       |
| 7   |       | Eduard Yepes Martínez        | ESP  | 2271 | 0 | 0 | 0 | 0    | 0       |
| 8   |       | Josep Paredes Prats          | ESP  | 2136 | 0 | 0 | 0 | 0    | 0       |

## CA Alzira-Hilaturas Presencia
| Nr. | Titel | Name                     | Land | Elo  | G | R | V | Pkt. | Partien |
| --- | ----- | ------------------------ | ---- | ---- | - | - | - | ---- | ------- |
| 1   | GM    | Atanas Kolew             | BUL  | 2566 | 2 | 5 | 2 | 4,5  | 9       |
| 2   | GM    | Jonny Hector             | SWE  | 2553 | 0 | 2 | 3 | 1    | 5       |
| 3   | GM    | Juan Manuel Bellón López | ESP  | 2422 | 2 | 3 | 4 | 3,5  | 9       |
| 4   | IM    | Juan Toledano Llinares   | ESP  | 2357 | 2 | 2 | 3 | 3    | 7       |
| 5   | FM    | Luis Mullor Gómez        | ESP  | 2348 | 2 | 2 | 2 | 3    | 6       |
| 6   |       | Félix Mezcua Coronil     | ESP  | 2230 | 0 | 0 | 0 | 0    | 0       |
| 7   |       | Ricardo Mascarell Canet  | ESP  | 2162 | 0 | 0 | 0 | 0    | 0       |
| 8   |       | Jesús Gerona Maura       | ESP  |      | 0 | 0 | 0 | 0    | 0       |

## RC Labradores-Pub Magia Sevilla
| Nr. | Titel | Name                     | Land | Elo  | G | R | V | Pkt. | Partien |
| --- | ----- | ------------------------ | ---- | ---- | - | - | - | ---- | ------- |
| 1   | GM    | Carlos Matamoros Franco  | ECU  | 2472 | 1 | 3 | 5 | 2,5  | 9       |
| 2   | IM    | Ismael Terán Álvarez     | ESP  | 2385 | 1 | 5 | 3 | 3,5  | 9       |
| 3   | FM    | Ernesto Fernández Romero | ESP  | 2413 | 1 | 5 | 3 | 3,5  | 9       |
| 4   |       | Carlos Barrero García    | ESP  | 2327 | 2 | 4 | 3 | 4    | 9       |
| 5   |       | Mario Sánchez Pérez      | ESP  |      | 0 | 0 | 0 | 0    | 0       |

## CE Vulcà Barcelona
| Nr. | Titel | Name                     | Land | Elo  | G | R | V | Pkt. | Partien |
| --- | ----- | ------------------------ | ---- | ---- | - | - | - | ---- | ------- |
| 1   | IM    | Javier Campos Moreno     | CHI  | 2480 | 1 | 5 | 3 | 3,5  | 9       |
| 2   | GM    | Orestes Rodríguez Vargas | ESP  | 2464 | 0 | 5 | 4 | 2,5  | 9       |
| 3   | IM    | Ángel Martín González    | ESP  | 2414 | 1 | 3 | 5 | 2,5  | 9       |
| 4   | IM    | Sergio Estremera Paños   | ESP  | 2370 | 2 | 5 | 2 | 4,5  | 9       |
| 5   | IM    | Antonio Medina García    | ESP  | 2294 | 0 | 0 | 0 | 0    | 0       |
| 6   | FM    | Jordi Ayza Ballester     | ESP  | 2271 | 0 | 0 | 0 | 0    | 0       |
| 7   |       | Joan Escofet Llongueras  | ESP  | 2031 | 0 | 0 | 0 | 0    | 0       |
| 8   |       | Eva Inglada              | ESP  |      | 0 | 0 | 0 | 0    | 0       |